# Il Capitale di Philippe Daverio
Il Capitale di Philippe Daverio è stato un programma televisivo settimanale condotto da Philippe Daverio in onda la domenica su Rai 3 dall'8 gennaio 2012 e in replica il martedì in seconda serata su Rai 5. Ogni puntata era monotematica e traeva spunto dal patrimonio culturale, dalla storia, dalle notizie di cronaca e dalle mostre in corso. La sigla riprendeva il tema con variazioni su Ah! Vous dirai-je, Maman di Mozart.

## Puntate
1. Il capitale umano (8 gennaio 2012)
2. La Cina sintetica (15 gennaio 2012)
3. Pechino tradizione e modernità (22 gennaio 2012)
4. La Cina sincretica (29 gennaio 2012)
5. Maestro Botta (5 febbraio 2012)
6. La risposta di Botta (12 febbraio 2012)
7. L'avventura palatina (19 febbraio 2012)
8. Reims (26 febbraio 2012)
9. Politica culturale (4 marzo 2012)
10. Demolizioni (11 marzo 2012)
11. Utopia Mas Grande (18 marzo 2012)
12. Gran Borghese (25 marzo 2012)
13. Cuba, un altro quadro da un quadro (1º aprile 2012)
14. Cuba, Rivoluzione Borghese (8 aprile 2012)
15. Cuba, Rivoluzione Piccolo Borghese (15 aprile 2012)
16. Save Italy (22 aprile 2012)
17. Post-trans (29 aprile 2012)
18. Borghesia Decoro Totale (6 maggio 2012)
19. Michelangelo neo-platonico (13 maggio 2012)
20. Michelangelo, l'urgenza del creare (20 maggio 2012)
21. Michelangelo Nicodemo (27 maggio 2012)
22. La nascita del capitalismo (3 giugno 2012)
23. Alla Ricerca della Memoria (10 giugno 2012)
24. Il Mito di Garibaldi (17 giugno 2012)
25. Terremoti (24 giugno 2012)